# Гарковенко, Павел Евстафьевич
Па́вел Евста́фьевич Гаркове́нко (22 июня 1825—1893) — генерал-лейтенант русской армии, участник Кавказской и Русско-турецкой (1877—1878) войн.

## Биография
Родился 22 июня 1825 года.
По окончании образования в Павловском кадетском корпусе был 10 августа 1844 года произведён в прапорщики в 16-ю артиллерийскую бригаду.
Переведённый затем в чине поручика в 19-ю артиллерийскую бригаду на Кавказ, в 1850—1855 гг. Павел Евстафьевич Гарковенко участвовал во многих делах с горцами и за отличия был награждён чином штабс-капитана и орденом Святого Станислава 3-й степени с мечами и бантом (1857 год).
В турецкой кампании 1877—1878 гг. Гарковенко был уже в чине полковника и командовал 2-й батареей Кавказской гренадерской артиллерийской бригады, и, находясь с ней в составе действующих против турок войск Кавказского корпуса, участвовал в штурме Ардагана и в бою при Зивине. 31 июля 1877 года Гарковенко был награждён орденом Св. Георгия 4-й степени
За отличия против Турок, при взятии передовых укреплений и крепости г. Ардагана, 4 и 5 Мая 1877 года.
В октябре 1877 года П. Е. Гарковенко был назначен исполняющим дела командира 40-й артиллерийской бригады, во главе которой участвовал в сражениях на Аладжинских высотах и при Деве-Бойну 23 октября.
За боевые отличия на Кавказском театре Гарковенко был награждён командованием золотой саблей с надписью «За храбрость», орденом Святого Владимира 3-й степени с мечами и чином генерал-майора (13 июля 1879 г.); в 1879 году Гарковенко был утвержден в должности командира 40-й артиллерийской бригады и зачислен в списки 2-й батареи Кавказской гренадерской артиллерийской бригады.
В 1886 году Гарковенко был назначен начальником артиллерии Туркестанского военного округа, а в 1889 г. был произведён в генерал-лейтенанты.
Павел Евстафьевич Гарковенко умер 30 октября 1893 года. Похоронен на Боткинском кладбище Ташкента.
Дочь Павла Евстафьевича, Мария, была замужем за генералом Василием Тимофеевичем Чернявским, начальником Михайловской артиллерийской академии. Вторая дочь — Елена (1859—1935), была замужем за генералом от артиллерии в отставке (1910), участником Русско-Турецких войн, начальником артиллерии Туркестанского военного округа, преподавателем Михайловского артиллерийского училища Александром Николаевичем Петраковым (1844-после 1910).

## Награды
- орден Св. Станислава 3 ст. с мечами и бантом (1857);
- орден Св. Владимира 4 ст. с бантом «25 лет» (1870);
- орден Св. Георгия 4 ст. (1877);
- Золотая сабля с надписью «За храбрость» (1878);
- орден Св. Владимира 3 ст. с мечами (1878);
- орден Св. Станислава 1 ст. (1882);
- орден Св. Анны 1 ст. (1885);
- знак отличия «За безупречную службу» «XL» (1885);
- орден Св. Владимира 2 ст. (1888).